# Strażacki pies
Strażacki pies (ang. Firehouse Dog, 2007) – amerykański film familijny w reżyserii Todda Hollanda.

## Fabuła
Pies Rexxx jest gwiazdą filmową. Słynie z wyczynów kaskaderskich i skłonności do kaprysów. W trakcie kręcenia sceny skoku ze spadochronem wypada z samolotu. Wszyscy uznają, że zginął. Tymczasem zwierzęciu udaje się przeżyć. Znajduje go nastoletni chłopiec Shane (Josh Hutcherson). Ojciec chłopca, Connor Fahey (Bruce Greenwood), jest komendantem jednostki straży pożarnej. Postanawia on wykorzystać umiejętności pupila syna w swojej pracy.

## Obsada
- Josh Hutcherson – Shane Fahey
- Bruce Greenwood – Connor Fahey
- Bill Nunn – Joe Musto
- Scotch Ellis Loring – Lionel Bradford
- Mayte Gracia – Pep Clemente
- Teddy Sears – Terence Kahn
- Paul Stephen – Burmistrz
- Claudette Mink – Jaime Pressley
- Karen Ivany – Płacząca matka
- Aaron Abrams – Oficer Spencer
- Magdalena Alexander – Asystentka burmistrza
- Hannah Lochner – J.J. Presley
- Brandon Craggs – Oscar
- Carl Barlow – Oficer kontrolujący zwierzęta
- Ramona Pringle – Vanna
- Dash Mihok – Trey Falcon
- Bree Turner – Liz Knowles
- Steven Culp – Zach Hayden
- Shane Daly – Burr Baldwin